# Schronisko w Firkowej Skale
Schronisko w Firkowej Skale – schronisko na wzgórzu Firkowa Skała w miejscowości Ryczów w województwie śląskim, w powiecie zawierciańskim, w gminie Ogrodzieniec. Znajduje się we wschodniej części tego wzgórza u podstawy wapiennych skał. Pod względem geograficznym znajduje się na Wyżynie Częstochowskiej będącej częścią Wyżyny Krakowsko-Częstochowskiej.
Schronisko ma postać szczeliny o wysokości około 5 m. Na wysokości 2,7 m znajduje się w niej rozszerzenie tworzące drugi poziom schroniska. Na całej długości szczeliny jest wiele zaklinowanych głazów utrudniających poruszanie się.
Schronisko znajduje się w skałach zbudowanych ze skalistego wapienia z okresu górnej jury. Powstało prawdopodobnie w wyniku grawitacyjnego rozpadu skały. Jego namulisko jest ubogie, próchniczno-kamieniste, miejscami go brak. 
Schronisko jest w całości oświetlone światłem słonecznym, jest suche i przewiewne. Nie stwierdzono fauny i flory.
Schronisko zbadali w kwietniu 1997 r. A. Polonius i J. Sławiński, zaktualizował pomiary i opis A. Polonius w 2009 r. On też opracował jego plan.

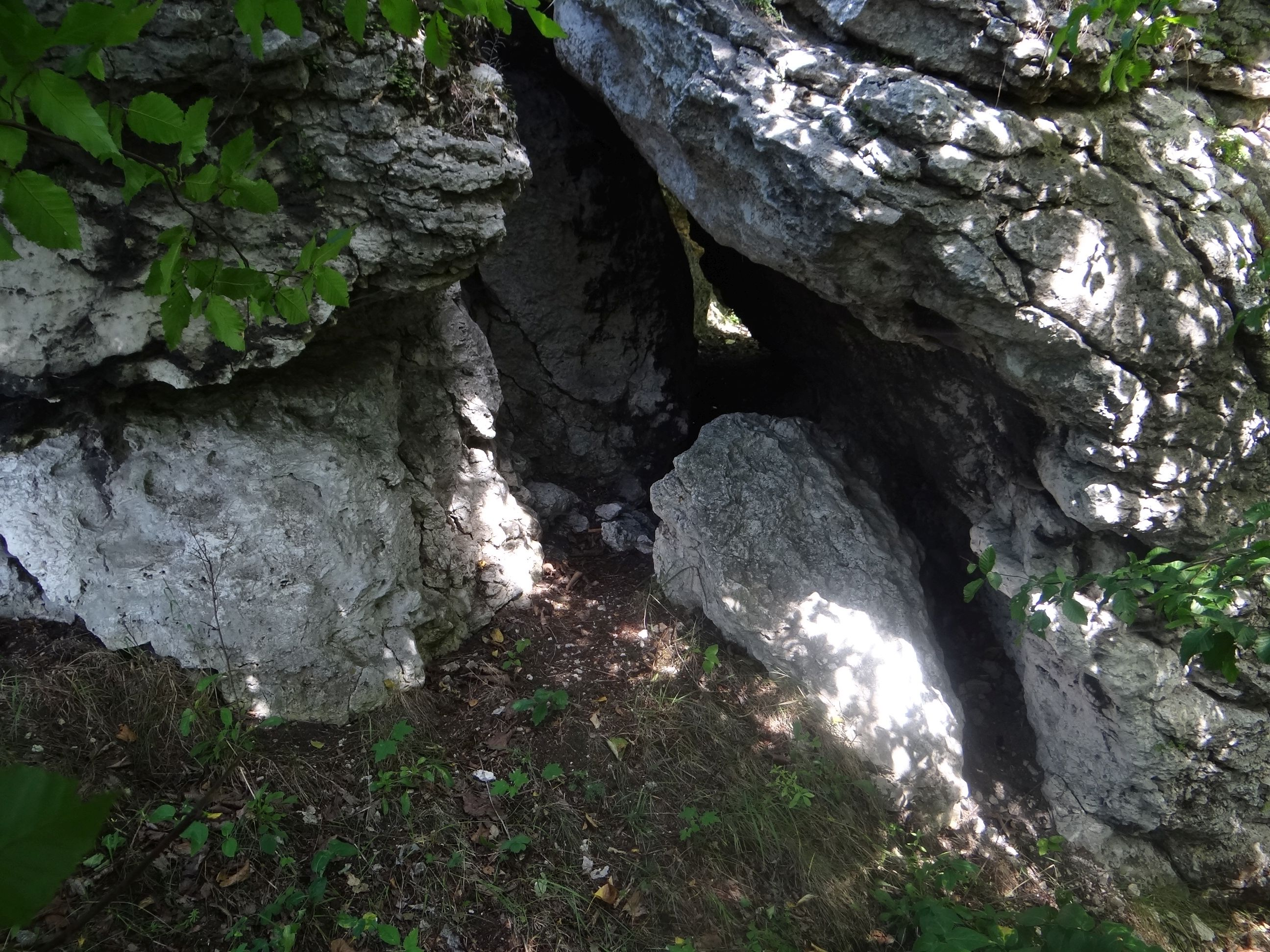